# 赫米斯維爾
赫米斯維爾（Hermiswil）是瑞士的城鎮，位於該國中西部，由伯恩州負責管轄，面積1.04平方公里，海拔高度494米，2011年人口96，人口密度每平方公里92人。